# Japan Soccer League Cup 1979
Der Japan Soccer League Cup 1979 war die vierte Ausgabe des Japan Soccer League Cup. Sieger des Wettbewerbs waren die Yomiuri.

## Ergebnisse

### 1. Runde
|                             | Ergebnis |                   |
| --------------------------- | -------- | ----------------- |
| Mitsubishi Heavy Industries | 2:1      | Toyo Industries   |
| Nippon Kokan                | 0:2      | Furukawa Electric |
| Toshiba                     | 0:5      | Yanmar Diesel     |
| Nippon Steel                | 2:1      | Kofu SC           |

### Achtelfinale
|                   | Ergebnis        |                             |
| ----------------- | --------------- | --------------------------- |
| Yanmar Club       | 0:1             | Mitsubishi Heavy Industries |
| Sumitomo Metals   | 0:2             | Fujita Industries           |
| Hitachi           | 4:0             | Tanabe Pharmaceutical       |
| Furukawa Electric | 1:0             | Honda Motors                |
| Yomiuri           | 2:1             | Yanmar Diesel               |
| Nissan Motors     | 1:3             | Yamaha Motors               |
| Fujitsu           | 2:1             | Teijin                      |
| Nippon Steel      | 1:1 (4:5 i. E.) | Toyota Motors               |

### Viertelfinale
|                             | Ergebnis |                   |
| --------------------------- | -------- | ----------------- |
| Mitsubishi Heavy Industries | 3:0      | Fujita Industries |
| Hitachi                     | 1:2      | Furukawa Electric |
| Yomiuri                     | 4:2      | Yamaha Motors     |
| Fujitsu                     | 2:1      | Toyota Motors     |

### Halbfinale
|                             | Ergebnis        |                   |
| --------------------------- | --------------- | ----------------- |
| Mitsubishi Heavy Industries | 2:2 (4:5 i. E.) | Furukawa Electric |
| Yomiuri                     | 3:3 (4:3 i. E.) | Fujitsu           |

### Finale
|                   | Ergebnis |         |
| ----------------- | -------- | ------- |
| Furukawa Electric | 2:3      | Yomiuri |